# Otto Nemitz
Otto Nemitz (* 22. Februar 1935 in Berlin-Charlottenburg; † 14. Januar 2012 in Köln) war ein deutscher Maler.

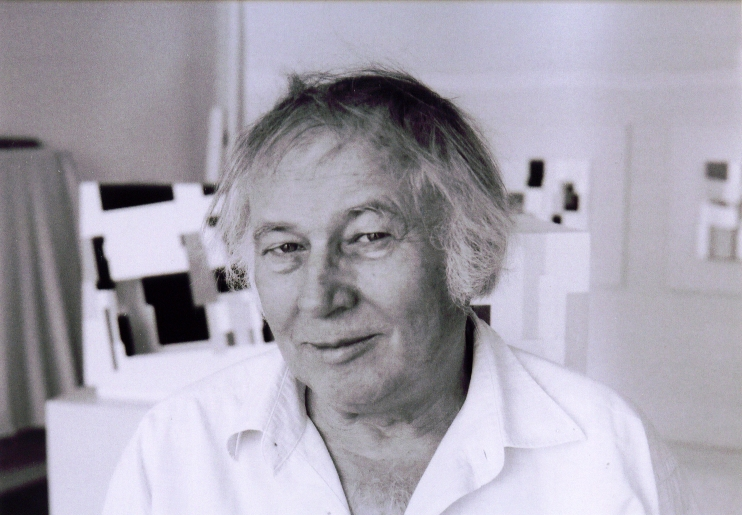
Otto Nemitz 2004

## Leben
Nemitz absolvierte in den 50er Jahren zunächst eine Ausbildung im graphischen Gewerbe. Währenddessen näherte er sich erstmals intensiverer der Malerei. 1955 siedelte er erstmals nach Köln über. Neben einer Tätigkeit als Farbätzer belegte er dort Zeichenkurse bei Heiner Stemmel. 1957 folgte ein Studienaufenthalt im italienischen Ligurien, wo er eine Reihe von Landschaftsmalereien schuf. Anschließend zog er nach Düsseldorf, wo er am Abendgymnasium sein Abitur nachmachte. Dort lernte er Josefine Terbuyken kennen, die er 1964 heiratete. Das Paar zog nach Köln-Ehrenfeld und öffneten dort in einem Ladenlokal das künstlerische Nachwuchsforum Kleine Galerie Köln.
Im Juli 1964 wurde die Tochter Sarah Nemitz geboren, im Juni 1965 kam die Tochter Rescha Nina-Katinka Nemitz zur Welt.

## Werk
Ab etwa 1962 begann Nemitz konkret zu malen, in Abgrenzung zum Informel. 1965 hatte Nemitz seine erste Einzelausstellung im Essener Forum bildender Künstler. Im selben Jahr traf er sich zu einem Gedankenaustausch mit Daniel-Henry Kahnweiler in Paris.
1968 erhielt er den Rhein-Tiber-Preis der Stadt Rom und nahm ein Studium der Kunstgeschichte, Philosophie und Theaterwissenschaft in Köln auf.
1970 erstellte er Visualisierungen von Problemlösungen für das Bundeskanzleramt und das Kultusministerium Nordrhein-Westfalen.

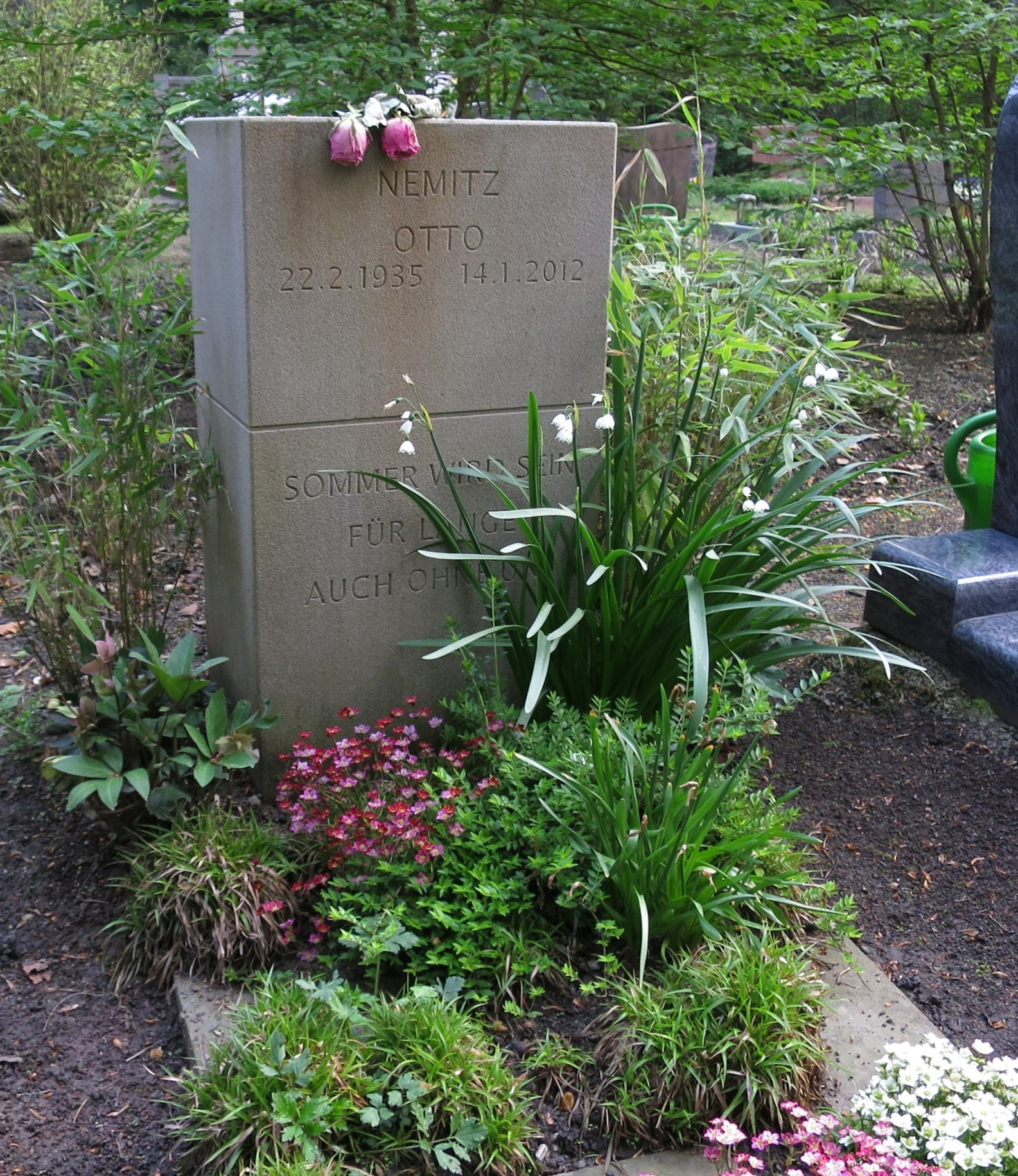
Grab auf dem Südfriedhof (2018)

1977 absolvierte Nemitz seine erste Ausstellung im Ausland: Er stellte zunächst in der Hogarth-Gallery in Sydney aus und anschließend auf Einladung des Goethe-Instituts in verschiedenen Städten Australiens. Im Anschluss verweilte Nemitz zu einem Arbeitsaufenthalt in West-Java, Indonesien. Eine der dort entstandenen Skulpturen widmete er dem indigenen Volk der Badui.
Seit 1980 entstanden die ersten Sequenzen unter dem Credo der „Unterschiedlichkeit des Ähnlichen“. 1993 fand ein Symposium zum Gesamtwerk in der Thomas-Morus-Akademie in Bensberg statt. Thema damals war „Das Spirituelle in der Gegenwartskunst am Beispiel Otto Nemitz“. Ab 1995 entstanden die ersten, so genannten „Zeit-Häuser“, mit denen Nemitz seine Auffassung von Ausdruck vollständig verwirklichte: Er hob die Grenze zwischen Malerei und Skulptur erstmals auf. Außerdem entstanden die verwandten Werk-Gruppen der „Schatten-Räume“ und „Echo-Bilder“. Er war Mitglied der Gruppe konkret.
Im Jahre 2011 vermachte Nemitz der Städtischen Galerie Villa Zanders in Bergisch Gladbach und dem Wilhelm-Hack-Museum in Ludwigshafen (Rhein) zwei großzügige Schenkungen, die im Rahmen jeweils einer Ausstellung erstmals präsentiert wurden. Otto Nemitz starb am 14. Januar 2012 in Köln. Seine Grabstätte befindet sich auf dem Kölner Südfriedhof (Flur 5 Nr. 7).
Die Stiftung für Konkrete Kunst und Design Ingolstadt hat 2015 einen Teil des Nachlasses des Künstlers übernommen. Der überwiegende Teil des Nachlasses befindet sich noch im Besitz der Familie Nemitz. Dem rheinischen Archiv für Künstlernachlässe wurde 2016 der dokumentarische Nachlass zugesichert.

## Ausstellungen
Einzelausstellungen (Auswahl)
| Jahr | Ort                                                        |
| ---- | ---------------------------------------------------------- |
| 1965 | Forum Bildender Künstler, Essen (Katalog)                  |
| 1965 | Museum Brasci, Rom, Italien                                |
| 1969 | Kölnischer Kunstverein, Köln                               |
| 1969 | Kunsthistorisches Institut der Universität Köln            |
| 1970 | Grith Art Gallery, Köln                                    |
| 1971 | Galerie Walter, Düsseldorf (Kat.)                          |
| 1972 | Studiogalerie, Bückeburg                                   |
| 1973 | Galerie Haus im Park, Emmerich                             |
| 1975 | Galerie Turske, Köln (Kat.)                                |
| 1977 | Hogarth-Gallery, Sydney, Australien                        |
| 1977 | City-Gallery, Canberra, Australien (Kat.)                  |
| 1977 | Australian Art-Center, Melbourne, Australien               |
| 1978 | Goethe-Institut, Adelaide, Australien                      |
| 1978 | Goethe-Institut, Wagga-Wagga, Australien                   |
| 1989 | Kölnischer Kunstverein                                     |
| 1989 | Galerie Pro Solo, Gummersbach                              |
| 1989 | Galerie Symbol, Köln                                       |
| 1991 | Kunststation Kleinsassen, Kleinsassen                      |
| 1991 | Kunstraum Fuhrwerkswaage, Köln (Kat.)                      |
| 1992 | Städtische Galerie Villa Zanders, Bergisch Gladbach (Kat.) |
| 1994 | Die Weisse Galerie, Köln                                   |
| 1994 | Artothek Köln                                              |
| 1995 | Gesellschaft für Kunst und Gestaltung, Bonn                |
| 1996 | Die Weisse Galerie, Köln                                   |
| 1997 | Städtisches Museum Alte Post, Mülheim an der Ruhr          |
| 2000 | Kunststation Kleinsassen, Kleinsassen                      |
| 2002 | Kunstverein Radolfzell (Bodensee)                          |
| 2002 | Wilhelm-Hack-Museum, Ludwigshafen (Rhein) (Kat.)           |
| 2003 | Stadtmuseum Siegburg (Kat.)                                |
| 2004 | Gesellschaft für Kunst und Gestaltung, Bonn                |
| 2005 | Museum Modern Art, Hünfeld                                 |
| 2011 | Städtische Galerie Villa Zanders, Bergisch Gladbach (Kat.) |
| 2011 | Wilhelm-Hack-Museum, Ludwigshafen (Rhein) (Kat.)           |
| 2021 | Malerei, entgrenzt, Museum für Konkrete Kunst, Ingolstadt  |

Gruppenausstellungen (Auswahl)
| Jahr | Ort                                                                              |
| ---- | -------------------------------------------------------------------------------- |
| 1968 | Palazzo del Espositioni, Rom, Italien                                            |
| 1971 | PRO ARTE, Duisburg                                                               |
| 1973 | Kunst-Kaleidoskop, Köln                                                          |
| 1980 | Art Aulanka, Finnland                                                            |
| 1981 | Städtische Museum, Siegen                                                        |
| 1982 | Deutsches Klingen-Museum, Solingen                                               |
| 1982 | Internationale Graphik, Bilbao, Spanien                                          |
| 1983 | Kunsthaus Altona, Hamburg-Altona                                                 |
| 1984 | Kunstverein Frechen                                                              |
| 1985 | Köln-Kunst                                                                       |
| 1985 | Villa Merkel, Esslingen                                                          |
| 1986 | Bundesministerium für Wirtschaft, Bonn                                           |
| 1986 | Dresdner Bank, Köln, Bonn, Frankfurt (Main), München                             |
| 1987 | Triennale Rheinkunst                                                             |
| 1988 | Maler aus der BRD, Helsinki, Finnland                                            |
| 1989 | Galerie Müller-Salziger, Köln                                                    |
| 1990 | Landesmuseum Schloss Wolbeck, Münster (Westfalen)                                |
| 1991 | Köln-Kunst                                                                       |
| 1993 | Ostdeutsche Galerie, Regensburg                                                  |
| 1994 | Kunstplätze, Festival Region Bergisches Land                                     |
| 1995 | Accrochage, Kunstverein Frechen                                                  |
| 1995 | Accrochage, Weisse Galerie, Köln                                                 |
| 1997 | Kunstmesse, Frankfurt (Main)                                                     |
| 1998 | Köln-Kunst                                                                       |
| 1998 | Kölnische Galerie der Wünsche, Stadtmuseum                                       |
| 1999 | „Schachtelkunst“, Kunstmuseum Alte Post, Mülheim an der Ruhr                     |
| 2001 | 2. Internationale Biennale „Neues Aquarell“, Kunststation Kleinsassen            |
| 2002 | Accrochage zum 20-ten, gruppe konkret bonn                                       |
| 2003 | gruppe konkret bonn, Haus an der Redoute, Bonn Bad-Godesberg                     |
| 2003 | Salon d’Automne - Centenaire, Paris, Frankreich                                  |
| 2004 | gruppe konkret bonn, Kunsthaus Rehau                                             |
| 2004 | gruppe konkret bonn, Orangerie Sens, Frankreich                                  |
| 2005 | Köln-Kunst, Kunststation Kleinsassen                                             |
| 2005 | ARGUMENTA, Atlas Sztuki, Lodz, Polen                                             |
| 2007 | gruppe konkret bonn, Künstlerforum Bonn                                          |
| 2008 | Künstler der Poly-Galerie, Karlsruhe in Köln-Niehl                               |
| 2008 | „Gegenstandslos“, Gesellschaft für Kunst und Gestaltung, Bonn                    |
| 2008 | „intuitiv, kalkuliert, wandelbar“, gruppe konkret bonn, Kunststation Kleinsassen |
| 2009 | Taidemuseo, Immatra, Finnland                                                    |
| 2015 | Schwarz auf Weiß, Museum für Konkrete Kunst, Ingolstadt                          |

## Arbeiten im privaten und öffentlichen Besitz
Artothek, Köln;
Kunsthalle Hamburg;
Museo Braschi, Rom, Italien;
Museum Ludwig, Köln;
Sammlung Prof. Siegfried Gohr, Köln;
Stadt Dormagen;
Stadt Köln;
Städtische Galerie Villa Zanders, Bergisch Gladbach;
Städtisches Museum, Mülheim an der Ruhr;
Universität Köln;
Wajang-Museum, Djakarta, Indonesien;
Wilhelm-Hack-Museum, Ludwigshafen (Rhein); Stiftung für Konkrete Kunst und Design, Ingolstadt